# 林间最后的小孩
《林间最后的小孩：拯救自然缺失症儿童》是一本关于自然教育的图书，作者理查德·洛夫指出，在美国社会中，儿童与大自然的接触已经越发减少，这一现象被他称为“自然缺失症”，他认为，这一现象将有损于儿童与社会，并在书中阐述了其理由。该书根据一些研究得出结论认为，直接与自然的接触对健康的童年发展、儿童和成年人的身心健康而言都是必不可少的。作者还提出了针对这一问题的解决方案。2008年，作者又出版了一个经过修订和扩充的版本。

## 评价
这本书入选了纽约时报最佳纸质本非虚构作品畅销书的列表中。作者因“为儿童远离自然的问题及其健康和社会代价拉响了警钟，并引发了一场社会运动来补救这一问题”而荣获了奥杜邦奖。

## 版本
- 英语：The Last Child in the Woods,
  - 精装版（2005年4月15日），ISBN 978-1-56512-391-5
  - 更新和扩展版，平装（2008年4月10日），ISBN 978-1-56512-605-3
  - CD版有声图书：未删节版（2007年12月20日）ISBN 978-1-4281-6967-8